# A3Bandas
A3Bandas fue un grupo de rap de Alcalá de Henares (Madrid) formado por DJ Mesh, Lumier y Rayden.

## Biografía
DJ Mesh (Jorge Gómez Mateo, DJ), Lumier conocido actualmente como Chakal (José Caballero Gómez, MC) y Rayden (David Martínez Álvarez, MC, campeón mundial en el año 2006 en la Red Bull Batalla de los Gallos y Productor y escritor) fundaron en el año 2001 el grupo Assamitas. Después de 2 años, en el 2003 sacaron a la luz su primera maqueta llamada "Técnicas de atake", maqueta con la cual empezaron a realizar conciertos por la capital madrileña. Este grupo es de Alcalá de Henares (Madrid).
Posteriormente, decidieron cambiar el nombre del grupo para pasar a llamarse A3Bandas. Se dieron a conocer por sus victorias en varias competiciones como por ejemplo, el concurso "Proyecto Demo" de Lebuqe. Concurso que ganaron con el tema "A capa y espada" de su segunda maqueta (No hay símil, formada por 17 pistas).
Empezaron a salir en varios recopilatorios de Hip hop como son Yo rap tu chita, Arde el subsuelo y Underground promesas 4. En el año 2006 A3Bandas entra en el colectivo llamado Eternia non players y saca su última maqueta, pero no último trabajo, con el nombre de Zigurat, compuesta por 11 cortes con colaboraciones de Carpe DM, Laprima, Ehler Danloss, Alexo y Bajo Mínimos.
Individualmente, los componentes Lumier y Rayden (MC), participaron en la Red Bull Batalla de los Gallos en 2006, competición que ganó Rayden en Colombia a nivel mundial, pasando por la semifinal de Madrid y la final nacional, aunque Lumier no tuvo tanto éxito presentándose en la semifinal de Zaragoza pero sin pasar la primera ronda. En el año 2007, A3Bandas entra en el sello discográfico Boa, donde publican un Maxi titulado "El cuarto de las ratas".
El primer disco de A3Bandas, llamado "Galería de héroes" salió el 11 de junio de 2008, compuesto por 15 temas y con colaboraciones de Ferran MDE, Trafik (de Dementores), Dogma Crew, Duo Kie y Bajo Mínimos.
En 2009 se unen a "Crew Cuervos", formado por múltiples MCs de la talla de Zenit, Ferran, Artes, etc. Cuyo disco se llama "Carrie".
En 2010 Rayden y Lumier preparan su trabajo en solitario.
El LP de Rayden se titula "Estaba escrito" y cuenta con 14 tracks con colaboraciones de MC's del panorama del rap español como "Nach", "Seih", "Lumier", "MCKlopedia" e "Isaac".
Posteriormente, tras acudir a su cita con Crew Cuervos en el disco publicado en el mismo año ("Héroes y Villanos"), Rayden presenta "Mosaico", el segundo trabajo en solitario del artista madrileño, miembro conjunto de A3Bandas y Crew Cuervos. El disco aparece a la venta el 6 de noviembre de 2012 por medio de Boa Music. Contiene un total de 14 temas más bonus tracks. Además aparece a la venta en un digipak junto a un DVD.
En noviembre de 2014 vio la luz otro proyecto del artista llamado "En Alma y Hueso" acompañado con un variado repertorio compuesto por 19 temas con colaboraciones de otros MC´S.
En 2017 Rayden lanzó el disco llamado Antónimo a través del sello Warner Music, el cual consta de 14 temas donde presenta un estilo diferente a sus discos anteriores, con colaboraciones de Carmen Boza, Mäbu y Leonor Waitling.
El 3 de junio en una entrevista hecha por Mowlihawk a Rayden, éste confirma que A3Bandas se han separado, dando fin a la actividad  de la banda por motivos de comunicación entre los integrantes.

## Discografía
- "No hay símil" (Maqueta) (Independiente, 2004)
- "Zigurat" (Maqueta) (Independiente, 2006)
- "El cuarto de las ratas" (Maxi) (Boa Music, 2007)
- "Galería de héroes" (LP) (Boa Music, 2008)

### Crew Cuervos
- "'Cuervos Cuervos" (Maxi) (2009)
- "Carrie" (LP) (2009)
- "Héroes y Villanos", 2012

### Rayden
- "Estaba escrito" (2010)
- " Archivado el 2 de marzo de 2010 en Wayback Machine."

(2010)
- "Mosaico" (2012)
- "En alma y hueso" (2014)

### Lumier
- "La orbe de Isis" (2012)

## Colaboraciones
- VV.AA. "Yo rap tu chita" (2005)
- VV.AA. "Arde el subsuelo" (2005)
- T-Kel "De Nombre RAP" (2005)
- Alexo Gianella "Cenizas de Alambique" (2006)
- Bajo Mínimos "Pandemia" (2006)
- El Antídoto "Dosis" (2006)
- VV.AA. "Cultura Urbana 2007" (2007)